# Eleição municipal de Teófilo Otoni em 2016
A eleição municipal de Teófilo Otoni em 2016 foi realizada para eleger um prefeito, um vice-prefeito e 19 vereadores no município de Teófilo Otoni, no estado brasileiro de Minas Gerais. Foram eleitos Daniel Batista Sucupira (Partido dos Trabalhadores) e José Roberto Correa para os cargos de prefeito(a) e vice-prefeito(a), respectivamente. Seguindo a Constituição, os candidatos são eleitos para um mandato de quatro anos a se iniciar em 1º de janeiro de 2017. A decisão para os cargos da administração municipal, segundo o Tribunal Superior Eleitoral, contou com 103 282 eleitores aptos e 26 707 abstenções, de forma que 25.86% do eleitorado não compareceu às urnas naquele turno. 

## Resultados

### Eleição municipal de Teófilo Otoni em 2016 para Prefeito
A eleição para prefeito contou com 4 candidatos em 2016: Daniel Batista Sucupira do Partido dos Trabalhadores, Getulio Afonso Porto Neiva do Movimento Democrático Brasileiro (1980), Paulo Henrique Rodrigues Coimbra do Partido Liberal (2006), Roberto Marcos de Jesus do Partido Socialismo e Liberdade que obtiveram, respectivamente, 30 293, 24 249, 11 440, 545 votos. O Tribunal Superior Eleitoral também contabilizou 25.86% de abstenções nesse turno.
| Candidato(a)                          | Vice                         | Coligação                                      | Votos recebidos | Percentual |
| ------------------------------------- | ---------------------------- | ---------------------------------------------- | --------------- | ---------- |
| Daniel Batista Sucupira (PT)          | José Roberto Correa          | Esperança e Renovação                          | 30293           | 45.53%     |
| Getulio Afonso Porto Neiva (MDB)      | Ilter Volmer Martins         | Juntos Podemos Mais                            | 24249           | 36.45%     |
| Paulo Henrique Rodrigues Coimbra (PR) | Maria de Fatima Silva Dantas | Renovação e Experiência                        | 11440           | 17.2%      |
| Roberto Marcos de Jesus (PSOL)        | Gilson Junior Sousa Oliveira | Partido Socialismo e Liberdade (sem coligação) | 545             | 0.82%      |

### Eleição municipal de Teófilo Otoni em 2016 para Vereador
Na decisão para o cargo de vereador na eleição municipal de 2016, foram eleitos 19 vereadores com um total de 69 103 votos válidos. O Tribunal Superior Eleitoral contabilizou 2 139 votos em branco e 5 333 votos nulos. De um total de 103 282 eleitores aptos, 26 707 (25.86%) não compareceram às urnas.
| Nome                                | Partido político                               | Coligação                                        | Votos recebidos | Percentual |
| ----------------------------------- | ---------------------------------------------- | ------------------------------------------------ | --------------- | ---------- |
| Northon Neiva Diamantino            | Movimento Democrático Brasileiro (MDB)         | Avante Cidade                                    | 1696            | 2.45%      |
| Jose Roberto Cajaiba de Oliveira    | Partido Popular Socialista (PPS)               | Unidos por T.O.                                  | 1602            | 2.32%      |
| Gilson Ferreira Gonçalves           | Progressistas (PP)                             | Unidos por T.O.                                  | 1542            | 2.23%      |
| Melquisedeque Gomes dos Santos      | Partido Republicano Brasileiro (PRB)           | Novo Tempo                                       | 1331            | 1.93%      |
| Americo Vicente da Silva            | Partido Trabalhista Brasileiro (PTB)           | Teófilo Otoni um Novo Tempo                      | 1283            | 1.86%      |
| Carlos Felipe Barbosa               | Partido Trabalhista Brasileiro (PTB)           | Teófilo Otoni um Novo Tempo                      | 1252            | 1.81%      |
| Eduardo Sulz                        | Partido Social Democrático (PSD)               | Vamos Juntos                                     | 1145            | 1.66%      |
| Paulo Cesar Costa Franco            | Partido Socialista Brasileiro (PSB)            | Avante Cidade                                    | 1139            | 1.65%      |
| Afonso Eustaquio Rodrigues Ferreira | Partido Trabalhista Brasileiro (PTB)           | Teófilo Otoni um Novo Tempo                      | 1110            | 1.61%      |
| Marcio Pereira da Silva             | Partido Trabalhista Cristão (PTC)              | Avante Cidade                                    | 1071            | 1.55%      |
| Vania Miriam Salustiano Resende     | Partido Trabalhista Cristão (PTC)              | Avante Cidade                                    | 1054            | 1.53%      |
| João Paulo Ferreira do Nascimento   | Partido da Social Democracia Brasileira (PSDB) | Unidos por T.O.                                  | 1050            | 1.52%      |
| Maria Emilia Pinto Soares           | Movimento Democrático Brasileiro (MDB)         | Avante Cidade                                    | 974             | 1.41%      |
| Filipe Figueiredo Martins Costa     | Partido Social Democrático (PSD)               | Vamos Juntos                                     | 933             | 1.35%      |
| Fábio Lemes de Souza                | Avante (AVANTE)                                | Avante (sem coligação)                           | 928             | 1.34%      |
| Francisco Assis Carvalho            | Partido Republicano Progressista (PRP)         | Partido Republicano Progressista (sem coligação) | 862             | 1.25%      |
| Raulino Pinheiro da Silva           | Partido dos Trabalhadores (PT)                 | Partido dos Trabalhadores (sem coligação)        | 676             | 0.98%      |
| Vicentina Pereira Alves             | Partido dos Trabalhadores (PT)                 | Partido dos Trabalhadores (sem coligação)        | 525             | 0.76%      |
| Gabriel Gusmão Dias Svizzero        | Avante (AVANTE)                                | Avante (sem coligação)                           | 518             | 0.75%      |